# Cicindela duodecimguttata
Cicindela duodecimguttata este o specie de insecte coleoptere descrisă de Pierre François Marie Auguste Dejean în anul 1825. Cicindela duodecimguttata face parte din genul Cicindela, familia Carabidae. Această specie nu are alte subspecii cunoscute.